# Lizzano bianco spumante
Il Lizzano bianco spumante è un vino DOC la cui produzione è consentita nella provincia di Taranto.

## Caratteristiche organolettiche
- colore: paglierino tenue-spuma vivace e fine, perlage fine, regolare e persistente.
- odore: gradevole, con caratteristiche di fruttato, delicato.
- sapore: asciutto, fresco, armonico.

## Produzione
Provincia, stagione, volume in ettolitri
- nessun dato disponibile